# 卡伊安塔

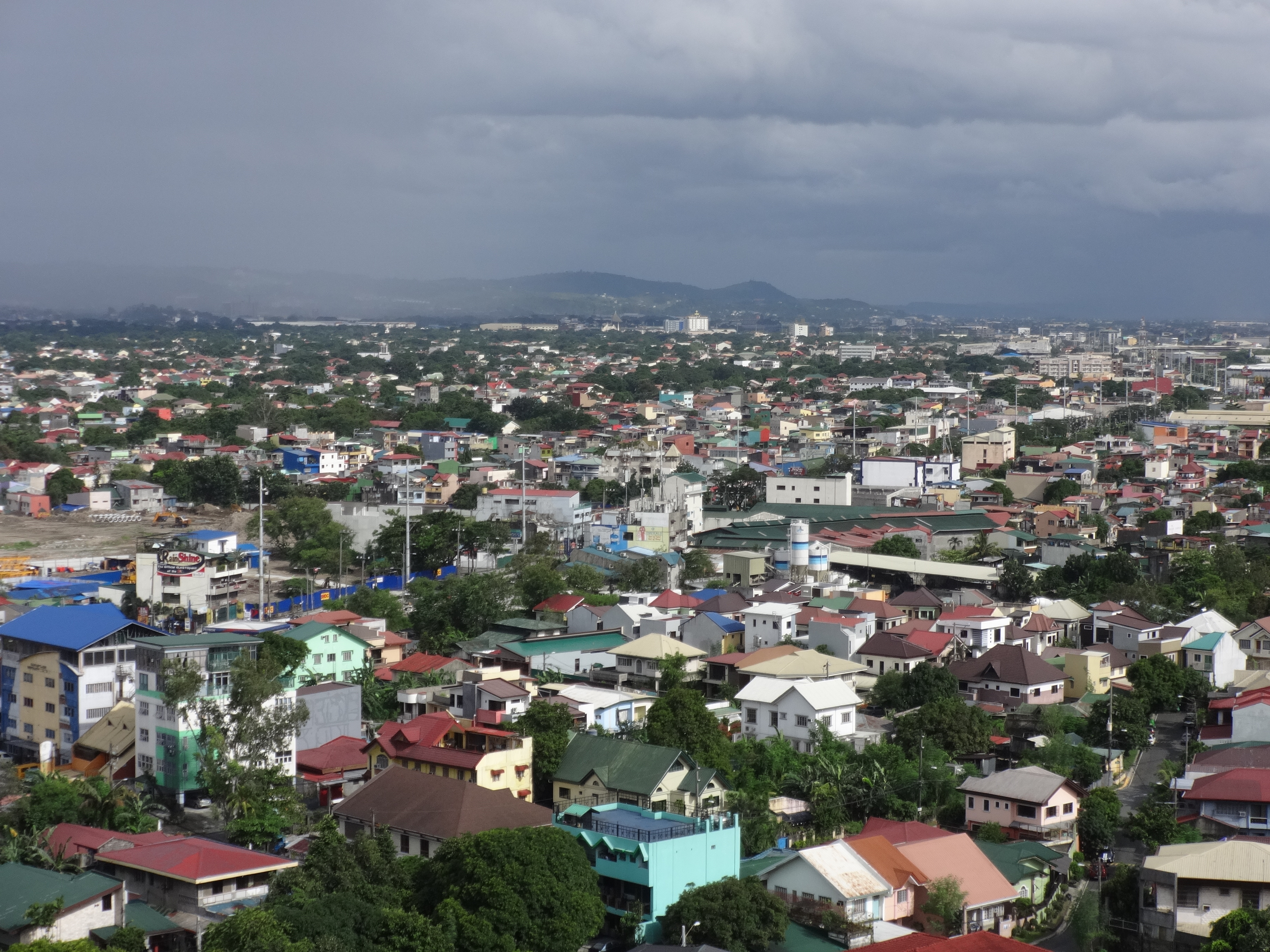
卡伊安塔市景

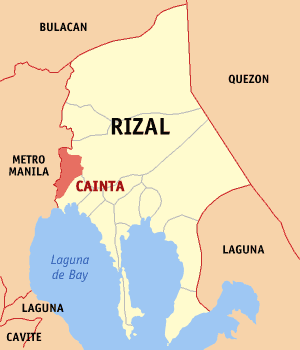
卡伊安塔於黎剎省的位置

卡伊安塔（IPA：[kaʔɪntɐ]）是位於菲律賓黎剎省的城市，根據2015年的人口普查，人口為322,128人。它是呂宋島最古老的城市之一（成立於1571年8月15日），土地面積為4,299公頃（10,620英畝）。
卡伊安塔是從馬尼拉大都會通往黎剎省其他地區的主要門戶。隨著馬尼拉大都會區的不斷擴大，卡伊安塔現已可視作馬尼拉大都會的一部分。